# 久世竜
久世 竜（くぜ りゅう、1908年〈明治41年〉1月19日 - 1985年1月5日）は、日本の殺陣師・俳優。俳優活動時の旧芸名は岬 弦太郎（みさきげんたろう）。

## 来歴
1908年（明治41年）1月、愛媛県東宇和郡野村町高瀬に生まれる。
叔父の経営する神戸の久保田商会で襦子（）の裁縫箱を輸出する業務を見習っていたが、1922年（大正11年）ぐらいの頃に「いやなことがあって」辞め、京都へ出る。これが14歳だか15歳だか、久世本人の記憶にも定かでないという。
尾上松之助の忍術映画や外国の連続ものの活動写真を休みのたびに観ていて、「役者になろう」と決心。まず長谷川伸を訪ね、牧野省三に紹介を受ける。が、牧野は「やめとけ、役者になる顔じゃない」とぴしゃりと言い、「仕事の世話をしてやるから、当分俺のところで飯食って遊んどけ」と久世を居候させてくれた。
この頃、監督独り立ちしていたマキノ雅弘のロケに随行。「一円持たされて監督の煙草を買いに行くのが仕事のようなものだった」といい、愛煙家のマキノはお釣りの30銭のことはすぐ忘れるので、たまったお釣りが小遣いだった。
1927年（昭和2年）2月、日活大将軍撮影所の研究所へ役者として入社。マキノの口利きのおかげで月給も25円と破格だったが、斬られ役専門だった。真冬に水に飛び込むと1円50銭、春と秋が1円、夏でも30銭の手当てがあり、「稼ぎまくった」という。
1933年（昭和8年）、初めてマキノ雅弘に「殺陣をつけろ」と言われ、月形龍之介に殺陣をつけ、以来1951年（昭和26年）まで、ずっと月形の殺陣をつけた。「と言っても大先生と小僧っ子ですからね。言われたとおりに考えただけです」と語っている。
1949年（昭和24年）ごろ、マキノ雅弘の家に居候したことがあり、久世はマキノからカメラアングルや時代考証、助監督やカメラマンの勉強をさせられた。「あれが大いに助かりました」。
1951年（昭和26年）、マキノ雅弘とともに新東宝に移り、『弥太郎笠』ほかで鶴田浩二に殺陣をつける。さらに日活に移り、『木曾路の鴉』ほかを担当。
このあと、「東映に行く」というマキノについていこうとしたが「東映には先輩もいてやりにくいだろう。東宝でやれ」と言われ、東宝に移る。現代劇に注力していた東宝では『次郎長三国志』など、わずかな作品でしか殺陣師として登場しない。
1958年（昭和33年）、『隠し砦の三悪人』に武将役で出演。初顔合わせの黒澤明監督から「キミ殺陣師だそうだけど、これ（この映画）の立ち回り全部残ってるから見ろ」と言われ、手数五百以上の複雑な立ち回りを見たが、久世のイメージとは違った。黒澤は「キミやってみろ」と言ったが、久世は「居合抜きの名人の某範士の練り上げた立ち回りは変えられない」と断ったという。
黒澤も久世も口に出すと後に引かない性格で、ついに柴山撮影所長が乗り出して、久世の殺陣が実現することとなった。
以後、黒澤明・稲垣浩・岡本喜八らが演出した東宝時代劇で殺陣師として活躍。『椿三十郎』や『侍』、『風林火山』などの作品では、斬新かつダイナミックな立ち回りを付け、五社英雄や湯浅謙太郎と共に殺陣に変革をもたらした。これらの作品に主演した三船敏郎の信頼も厚く、東宝から三船プロに移り、「三船プロ久世七曜会」を率いて後進の殺陣師の指導にも当たった。弟子に田中浩・宇仁貫三・上西弘次・久世浩などがいる。
岬 弦太郎で活動を始めたがその後、殺陣師兼俳優となる。戦時中、映画会社の統合合併に伴い大映に移り、久世 竜に改名した。

## 作品

### 殺陣・剣技
※括弧内に年号のみの作品は東宝製作
- 隠し砦の三悪人（1958年）
- 大坂城物語 （1961年）
- 用心棒 （1961年）
- 守屋浩の三度笠シリーズ 泣きとうござんす （1961年）
- 守屋浩の三度笠シリーズ 有難や三度笠 （1961年）
- 椿三十郎 （1962年）
- 忠臣蔵 花の巻・雪の巻 （1962年）
- 戦国野郎 （1963年）
- 秘剣 （1963年）
- 大盗賊 （1963年）
- 士魂魔道 大龍巻 （1964年）
- 日本一のホラ吹き男 （1964年）
- 花のお江戸の無責任 （1964年）
- 赤ひげ （1965年）
- クレージーの無責任清水港 （1966年、渡辺プロダクション / 東宝）
- 大菩薩峠 (1966年)
- 奇巌城の冒険 （1966年、三船プロダクション / 東宝）
- 上意討ち 拝領妻始末（1967年、三船プロダクション / 東宝）
- キングコングの逆襲（1967年）
- 斬る （1968年）
- 風林火山 （1969年、三船プロダクション）
- 赤毛 （1969年）
- 新選組 （1969年、三船プロダクション）
- 待ち伏せ （1970年、三船プロダクション）
- 影狩り（1972年、石原プロモーション）
- 影狩り ほえろ大砲（1972年、石原プロモーション）
- 人間革命 （1973年）
- 竜馬暗殺 （1974年、日本アート・シアター・ギルド）
- 子連れ殺人拳 （1976年、東映）
- 影武者 （1980年）
- 武士道ブレード （1981年、アメリカ・イギリス合作）
- 乱 （1985年）

### 出演
岬 弦太郎 名義 ※括弧内に年号のみの作品は東宝製作
- 続清水港 （1940年、日活） - 駒井の源次
- まぼろし城 第三部（1940年、日活）
- 海を渡る祭礼 （1941年、日活） - 馬芸師悪七
- 鞍馬天狗 薩摩の密使 （1941年、日活） - 別手組蓮沼
- 右門捕物帖 幽霊水芸師 （1941年、日活） - 皿投げ瓶次
- 江戸最後の日 （1941年、日活） - 旗本河野友三郎
- 決戦奇兵隊 （1941年、日活） - 茂助
- 江戸の龍虎 （1942年、日活） - 峰尾周平
- 宮本武蔵 一乗寺決闘 （1942年、日活） - 真田友正
- 維新の曲 （1942年、大映） - 蒔田相模守
- 鞍馬天狗 （1942年、大映） - ナータン
- 三代の盃 （1942年、大映）
- 富士に立つ影 （1942年、大映） - 常太
- 二刀流開眼 （1943年、大映） - 一雲
- 決闘般若坂 （1943年、大映） - 一雲
- マリア・ルーズ號事件 奴隷船 （1943年、大映） - 英国領事
- 剣風練兵館 （1944年、大映） - 村田新八
- 最後の攘夷党 （1945年、大映） - 長崎の羅卒
- 殴られたお殿様 （1946年、大映） - 三鷹八五郎
- 俺は用心棒 （1950年、東横映画） - 役人

久世 竜 名義
- 大菩薩峠 第二部（1953年、東映） - 三輪の若者
- 美しき鷹 （1954年、大映） - 乾分
- やくざ囃子 （1954年、東京映画 / 滝村プロダクション） - 貸元
- 続宮本武蔵 一乗寺決闘（1955年） - 金原鬼角
- 赤城の血祭 （1955年、新東宝） - 赤鬼岩五郎
- 遠山金さん捕物控 影に居た男 （1956年） - 下男九助
- 柳生武芸帳 （1957年） - 沖田四郎五郎
- 恐怖の弾痕 （1957年） - 高城の乾分
- 一本刀土俵入 （1957年） - 篭彦
- 無法松の一生 （1958年） - 結城の乾分
- 旅姿鼠小僧 （1958年） - 佐七
- 隠し砦の三悪人 （1958年）
- 孫悟空 （1959年）
- 日本誕生 （1959年）
- 守屋浩の三度笠シリーズ 有難や三度笠 （1961年） - 雲助
- 真紅の男（1961年） - 大杉
- 秘剣 （1963年） - 港の浪人
- 赤ひげ （1965年） - 地廻り
- 斬る （1968年） - 大森帯刀

テレビドラマ
- 遊撃戦 第8話「どっちがどっちだ」（1966年、NTV / 東宝）
- 鬼平犯科帳 第2シリーズ 第15話「下段の剣」（1972年、NET / 東宝） - 島田鐐助
- 荒野の用心棒 第26話「火薬輸送に兇弾が炸裂して…」（1973年、NET / 三船プロ） - 藩士 役